# Resolució 1952 del Consell de Seguretat de les Nacions Unides
La Resolució 1952 del Consell de Seguretat de les Nacions Unides fou adoptada per unanimitat el 29 de novembre de 2010. Després de recordar les resolucions anteriors sobre la situació a la República Democràtica del Congo, incloses les resolucions 1807 (2008), 1857 (2008) i 1896 (2009), el Consell va renovar l'embargament d'armes i sancions específiques per un altre període fins al 30 de novembre de 2011.
La resolució va ser redactada per França.

## Observacions
En el preàmbul de la resolució, el Consell va acollir amb satisfacció la cooperació entre el grup d'experts establert per supervisar l'aplicació de l'embargament d'armes i els governs regionals, inclòs el govern de la República Democràtica del Congo. Continuava preocupat per la presència desestabilitzadora dels grups armats a l'est del país. El Consell va exigir que els grups armats, inclososs les Forces Democràtiques per a l'Alliberament de Ruanda (FDLR) i l'Exèrcit de Resistència del Senyor (LRA) lliuressin les seves armes, expressant la seva preocupació perquè aquests grups armats rebessin suport de les xarxes internacionals.
El Consell va condemnar el tràfic d'armes a la República Democràtica del Congo i en violació de les resolucions 1533 (2004), 1807, 1857 i 1896 i es proposava vigilar de prop la seva implementació. Va reconèixer que l'explotació il·legal de recursos naturals al país provocava conflictes a la regió dels Grans Llacs. A més, les violacions dels drets humans, els homicidis, l'ús de nens soldats i la violència sexual continuaven sent la principal preocupació.

## Actes
Actuant en el marc del Capítol VII de la Carta de les Nacions Unides, el Consell va ampliar l'embargament d'armes a la República Democràtica del Congo durant un any, juntament amb les sancions de viatjar, financeres i de transport, i va demanar a tots els estats que implementessin les restriccions. Mentrestant, es va requerir al Secretari General Ban Ki-moon que ampliés el mandat del grup d'experts, amb la incorporació d'un sisè expert per examinar el tema dels recursos naturals, durant un any. Es va demanar al grup que se centrés en les àrees afectades pels grups armats i les xarxes que els recolzaven, les xarxes delictives i les violacions dels drets humans. El Consell de Seguretat també va demanar als Estats membres que promoguessin la sensibilització i la implementació d'un conjunt de pautes recomanades pel grup d'experts sobre l'exercici de la diligència deguda pels importadors, les indústries de transformació i els consumidors de productes minerals de la República Democràtica del Congo, que exclouria els grups armats de les cadenes de subministrament de minerals.
La resolució també va demanar als països de la regió que asseguressin que no hi hagués cap suport als grups armats a l'est de la República Democràtica del Congo. Es va demanar al propi país que actués contra les xarxes criminals i que s'ocupés de la impunitat vigent. Finalment, es va instruir a tots els països a cooperar amb les investigacions del grup d'experts i publicar regularment estadístiques relatives a la importació i exportació de recursos congolesos.